# Pararoncus oinuanensis
Pararoncus oinuanensis är en spindeldjursart som först beskrevs av Kuniyasu Morikawa 1957.  Pararoncus oinuanensis ingår i släktet Pararoncus och familjen spinnklokrypare. Inga underarter finns listade i Catalogue of Life.